# فوئنخیرولا
فوئنخیرولا (به اسپانیایی: Fuengirola) یک دهستان در اسپانیا است که در استان مالاگا واقع شده‌است. فوئنهیرولا ۱۰٫۲ کیلومتر مربع مساحت و ۷۷٬۴۸۶ نفر جمعیت دارد و ۶ متر بالاتر از سطح دریا واقع شده‌است.